# Israel Bush Richardson

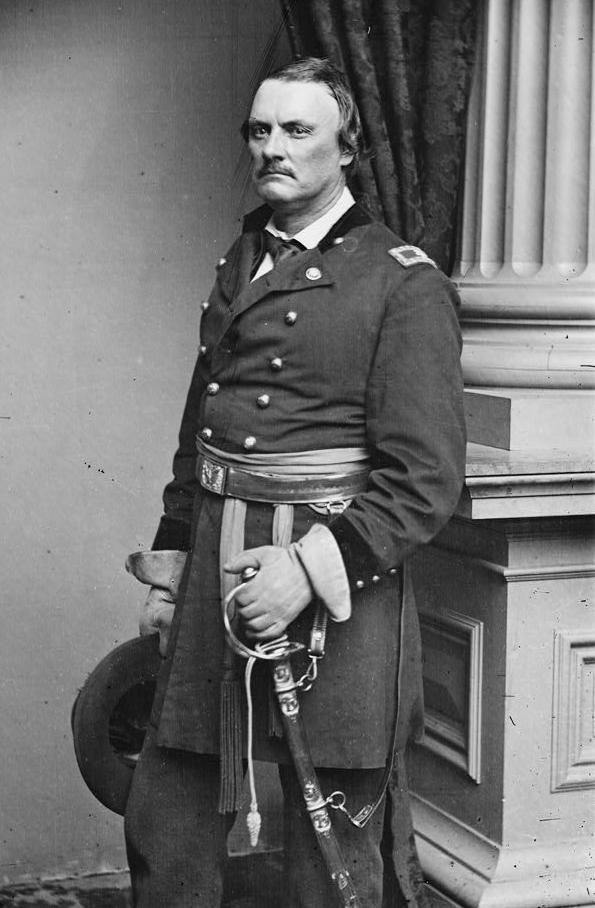
Israel B. Richardson

Israel Bush Richardson (* 26. Dezember 1815 in Fairfax, Vermont; † 3. November 1862 in Sharpsburg, Maryland) war im Sezessionskrieg ein Generalmajor der Unionsarmee. Der seit seiner Tapferkeit im Mexikokrieg von 1847 auch „Fighting Dick“ genannte Offizier wurde in der Schlacht von Antietam tödlich verwundet.

## Leben
Israel B. Richardson war das zweite von sieben Kindern des Israel Putnam Richardson (* 6. Februar 1785; † 16. August 1879) und der Susanna geborene Holmes (* 6. Juni 1785; † 14. Juni 1871). Sein Vater war einer der bekanntesten Anwälte in Vermont und war als Staatsanwalt tätig. Der junge Israel wuchs mit seinen drei jüngeren Schwestern Susan (* 1819), Marcella (* 1827) und Marcia (* 1829) auf und hörte gerne die Geschichten des amerikanischen Revolutionsgenerals Israel Putnam. Israel soll davon geträumt haben, eines Tages ebenso militärischen Ruhm zu erlangen. Diese Bestrebungen wurden verwirklicht, als er am 1. Juli 1835 im Alter von 19 Jahren in die Militärakademie von West Point eintrat. Er war kein brillanter Schüler, tat sich schwer mit Mathematik und verließ sich auf solide Lerngewohnheiten und konsequentes Verhalten, um durchzukommen. Er graduierte 1841 als 38. von 58 Kadetten einer Klasse, aus der 23 Generäle des späteren Bürgerkriegs hervorgingen.
Im Zweiten Seminolenkrieg diente Richardson 1843 als Secondeleutnant in Florida und freundete sich mit dem späteren konföderierten General James Longstreet an. Während seiner Zeit im Mexikanisch-Amerikanischen Krieg wurde Richardson für seine Einsätze in den Schlachten von Contreras, Churubusco und Chapultepec zweimal brevetiert, zum Hauptmann und zum Major. Nach dem Mexikanisch-Amerikanischen Krieg war Richardson an Grenzposten in den Territorien von Texas und New Mexico stationiert.
Anfang 1850 lernte Richardson während seiner Stationierung in El Paso Mrs. Rita kennen, die Tochter von Hugh Stephenson, einem wohlhabenden Kaufmann, dessen Ranch eine der wenigen amerikanischen Siedlungen in dieser Gegend war. Am 3. August desselben Jahres heiratete das Paar. Leider starb Rita bereits ein Jahr später bei der Geburt ihres Sohn Theodore Virginius, der ebenfalls nur sechs Monate alt wurde. Richardson war durch Trauer und Einsamkeit überwältigt, 1851 erreichte er den Rang eines regulären Captains im 3. Infanterieregiment und tat die folgenden Jahre Dienst an verschiedenen Außenposten (Fort Fillmore; Fort Webster und Fort Dorn) an der Grenze von Texas und New Mexico. Eine zusätzliche Frustration über die vorgesetzte Armeebürokratie veranlasste ihn 1855 seine Stelle als Hauptmann der 3. US-Infanterie aufzugeben. Er zog nach Pontiac, Michigan, wo die meisten seiner nahen Familienmitglieder lebten und wo er die nächsten fünf Jahre als Farmer arbeitete und am 18. Mai in Wayne County eine zweite Ehe mit Fannie Travor einging.
Zu Beginn des Bürgerkrieges wurde er zum Militär zurückgerufen, er organisierte das 2nd Michigan Volunteer Infantry-Regiment und wurde am 17. Mai 1861 zum Colonel befördert. Gleichzeitig erhielt er das Kommando über die 4. Brigade in der 1. Division der neu organisierten Armee des Generals Irvin McDowell. Er nahm dann als Brigadegeneral an der Ersten Schlacht am Bull Run teil, seine Brigade unterstand General Tyler, war aber nur an begrenzten Aktionen in der Nähe von Blackburns Ford und an der Deckung des Rückzugs beteiligt.
Am 4. Juli 1862 wurde er zum Generalmajor befördert und befehligte im Halbinsel-Feldzug die 1. Division in Edwin V. Sumners II. Korps. Seine Truppen kämpften bei Yorktown, in der Schlacht von Seven Pines und in der Sieben-Tage-Schlacht. Seine Männer prahlten damit, dass er der schlichteste General der Armee sei. Mehr als gelegentlich hielten ihn Offiziere und Männer anderer Ausrüstung für einen Fuhrmann. Im Spätsommer 1862 nahm Richardsons Division am Maryland-Feldzug teil. In der Schlacht von Antietam griffen die Truppen unter Israel B. Richardson am 17. September 1862 das feindliche Zentrum an. Seine Truppen unterstützten dabei die Division von Generalmajor William H. French, der den Angriff der Union auf die verschanzten Stellungen der Konföderierten in der Sunken Road anführte. Gegen 13:00 Uhr konnten Richardsons Männer die Anhöhe in der Nähe der Straßenkurve erobern und die verbleibenden 300 Konföderierten mit starken Salvenfeuer niederzuhalten, das sie zwang, auf neue Positionen zurückzugehen. Wenn General McClellan den Vorteil, den diese tapferen Männer erlangt hatten, weiter vorangetrieben hätte, wäre Lees Zentrum zusammengebrochen und hätte zum Ruin seiner Armee und vielleicht auch der Konföderation geführt. General McClellan entschied sich dafür, den Kampf in diesem Abschnitt zu beenden, und erklärte: „Es wäre nicht klug“, den Angriff fortzusetzen. Dies markierte das Ende der zweiten Phase der Schlacht von Antietam. Beim Versuch, den Angriff zu organisieren, der die Schlacht hätte entscheidend gewinnen können, wurde Richardson von einem Granatsplitter verwundet, während er seine Artillerie überwachte. Zuerst wurde die Verwundung nicht als tödlich angesehen, doch es setzte bald eine Infektion ein, worauf er nach Pry House, ins ehemalige Hauptquartier McClellans in Sharpsburg gebracht wurde, wo er am 3. November 1862 starb. Sein Leichnam wurde nach Oakland County überführt und auf dem Oak Hill Friedhof von Pontiac beigesetzt.